# Thaumatoconcha
Thaumatoconcha is een geslacht van kreeftachtigen uit de klasse van de Ostracoda (mosselkreeftjes).

## Soorten
- Thaumatoconcha angeli Iglikowska & Boxshall, 2013
- Thaumatoconcha caraionae Kornicker & Sohn, 1976
- Thaumatoconcha dandani Karanovic & Brandão, 2011
- Thaumatoconcha elongata Kornicker & Sohn, 1976
- Thaumatoconcha hessleri Kornicker & Sohn, 1976
- Thaumatoconcha pix Kornicker, 1992
- Thaumatoconcha polythrix Kornicker & Sohn, 1976
- Thaumatoconcha porosa Kornicker, 1985
- Thaumatoconcha punctata Kornicker & Sohn, 1976
- Thaumatoconcha quasiporosa Karanovic & Brandão, 2011
- Thaumatoconcha radiata Kornicker & Sohn, 1976
- Thaumatoconcha sandersi Kornicker & Sohn, 1976
- Thaumatoconcha tuberculata Kornicker & Sohn, 1976